# Ruijū kokushi

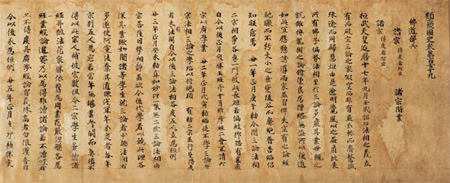
Photo de Ruijū Kokushi.

Le Ruijū kokushi (類聚国史) est un texte historique japonais qui répertorie en catégories et de façon chronologique les événements rapportés dans les Six histoires nationales. L'ouvrage commandé par l'empereur Uda est compilé par Sugawara no Michizane et achevé en 892.

## Contenu
L'ensemble comprend à l'origine 200 volumes avec deux index et trois volumes de généalogies. La plupart de l’œuvre a été perdue durant la guerre d'Ōnin au XVe siècle. Seuls subsistent 62 volumes : volumes 1-5, 8-11, 14-16, 19, 25, 28, 31-36, 40, 54, 61, 66, 71-75, 77-80, 83-84, 86-89, 99, 101, 107, 147, 159, 165, 170-171, 173, 177-180, 182, 185-187, 189-190, 193-194 et 199.
Le texte catégorise et sous-catégorise les rapports historiques relatés dans les Six histoires nationales, les listant par ordre chronologique. Il y a en tout dix-huit catégories plus cinq autres perdues avec les ouvrages manquants.
Comme le dernier volume (Nihon sandai jitsuroku) des Six histoires nationales est achevé neuf ans plus tard en 901, Michizane qui est un des rédacteurs de l'ouvrage, a donc la possibilité d'y intégrer des contenus antérieurs.
La politique éditoriale est d'être fidèle aux sources originales, sans modification ou d'ajout au contenu. De ce point de vue, il s'agit d'une précieuse ressource dans la reconstruction du Nihon kōki, du Shoku nihon kōki et du Nihon sandai jitsuroku, qui ont tous été en grande partie perdus au fil du temps.